# Quai Jean-Moulin (Rouen)
Pour les articles homonymes, voir Quai Jean-Moulin, Moulin (homonymie) et Jean Moulin (homonymie).
Le quai Jean-Moulin est un quai de Rouen, en France.

## Situation et accès
Le quai Jean-Moulin est situé sur la rive gauche de la Seine entre le quai Cavelier-de-La-Salle dont la limite est marquée par l'axe pont Jeanne-d'Arc - avenue Jacques-Cartier et à l'est par l'axe pont Pierre-Corneille et l'avenue Champlain. En contrebas se trouve le quai Saint-Sever et la prairie éponyme.
Voies adjacentes
- Rue Saint-Sever
- Pont Boieldieu

## Origine du nom
Le quai honore le haut fonctionnaire et résistant français Jean Moulin (1899-1943).

## Historique
Ce quai haut, réalisé lors de la reconstruction de Rouen, après la Seconde Guerre mondiale, permet le passage d'une voie de chemin de fer qui distribue le port de Rouen.
L'arrivée de la 4e étape du Tour de France 2012 Abbeville-Rouen est jugée sur ce quai le 4 juillet 2012.

## Bâtiments remarquables et lieux de mémoire
- La tour des Archives;
- L'hôtel de département de la Seine-Maritime;
- La cité administrative de Rouen.